# Fanny zu Reventlow
Fanny "Franziska" Liane Wilhelmine Sophie Auguste Adrienne Gräfin zu Reventlow (født 18. maj 1871 på Husum Slot, død 26. juli 1918 i Locarno) var en tysk forfatter, kunstner og oversætter, der blev berømt som "Bohemegrevinden af Schwabing" (et forlystelseskvarter i München) i årene op til 1. verdenskrig og var en fremtrædende feminist.

## Livsforløb
Fanny (eller Franziska, som hun senere kaldte sig) Reventlow blev født på familiens stamgods nær Husum i Sydslesvig, som det femte af seks børn af grev Ludwig Christian Detlev Friederich Reventlow (1824–1893) og hans hustru Emilie (1834–1905). Familien var venner med den holstenske forfatter Theodor Storm. Hendes ældste bror Theodor døde som 15-årig, mens en anden af hendes brødre Ernst Graf zu Reventlow var en ultranationalistisk forfatter, der endte som nazist.
Som ung var hun i konstant konflikt med sin mor.  Hun blev smidt ud af flere kostskoler for dårlig opførsel og manglende respekt for autoriteter.  Efter at være bortvist fra hjemmet og sendt ned til en ven af familien i Holsten for at bo, stak hun i 1893 af til Hamborg.  Her mødte hun Walter Lübke, der betalte for hendes kunststudier i München, og hun giftede sig med ham i 1894.
Ægteskabet gik i stykker i 1895, hvor hun igen drog til  for at fortsætte sine kunststudier. De blev skilt i 1897. I september samme år blev hendes eneste barn sønnen Rolf født, men hun afslørede aldrig navnet på faderen.   
I  München ernærede hun sig selv ved oversætterarbejde for Albert Langens forlag og ved at skrive små artikler for magasiner og aviser som  Simplicissimus og Frankfurter Zeitung. Efter at have taget dramalektioner i 1898 fik hun et kort engagement ved Staatstheater am Gärtnerplatz. Desuden tog hun tilfældigt arbejde som sekretær, hjælpekok, og forsikringsagent for at klare sig. Hun modtog også økonomisk hjælp fra mandlige venner og beundrere. 
Hun var ven med filosoffen Ludwig Klages og blev gennem ham en del af Münchens Kosmiske Cirkel dannet omkring mystikeren Alfred Schuler, der allerede omfattede forfatteren Karl Wolfskehl. Den brød sammen efter et giftigt opgør mellem tilhængere af tysk mysticisme og hedenskab og gruppens jødiske medlemmer. Hun skrev om sine erfaringer med Cirklen i nøgleromanen Herrn Dames Aufzeichnungen (1913). Hendes omgangskreds omfattede også kunstnerne Theodor Lessing, Erich Mühsam, Oskar Panizza, Rainer Maria Rilke, Marianne von Werefkin, Alexej von Jawlensky, Franz Wedekind og mange andre af de såkaldte  "München modernister". Sammen med sin søn rejste hun til Samos (1900), Italien (1904, 1907) og Korfu (1906/1907).
Hun forlod München til fordel for Ascona i Schweiz i 1910 (Monte Verità), hvor hun skrev sine "Schwabing" romaner. I 1911 ægtede hun baron Alexander von Rechenberg-Linten, et fornuftsægteskab, som gjorde det muligt for ham at arve  20.000 mark, som han dog mistede ved et bankkrak i 1914.
I 1916 flyttede hun til Muralto i Lago Maggiore. Hun døde i 1918 på en klinik i Locarno efter et cykeluheld og blev begravet på kirkegården Santa Maria i Selva kirken i Locarno. Emil Ludwig talte ved hendes begravelse.

## Feminisme
Reventlow er bedst kendt som en af de mest uortodokse stemmer i den tidlige kvindebevægelse i Europa. Mens mange af hendes ligesindede pressede på for at få bedre sociale, politiske og økonomiske rettigheder for kvinder, argumenterede Reventlow for, at ihærdige feminister, som hun kaldte "viragoer," faktisk skadede kvinderne ved at forsøgte at udrydde eller benægte de naturlige forskelle mellem mænd og kvinder. Reventlow fastholdt, at seksuel frihed og afskaffelsen af ægteskabet som institution, var de bedste midler til at give kvinderne en højere social status og ligestille dem med mænd.